# Ohre
L'Ohre (llatí Hortella) és un afluent de l'Elba a Saxònia-Anhalt d'una llargada de 103 quilòmetres. La seva conca cobreix uns 1747 km².
Neix a una planura humida alimentada de petits rierols prop d'Ohrdorf al districte de Gifhorn a la Baixa Saxònia. Entre la font i Brome forma la frontera amb Saxònia-Anhalt, que des del 1949 fins a la reunificació alemanya el 1990 va ser frontera d'estat. Travessava de manera difusa l'aiguamoll del Drömling (340 km²) fins que des del 1783 a 1796 sota Frederic el Gran la zona va desguassar-se i el riu hi va ser canalitzat. S'hi van crear uns pobles nous com Breiteiche, Dannefeld, Etingen i Jerchel. El 1990 l'estat de Baixa Saxònia hi va crear un parc i una reserva natural, la més llarga de l'estat. Desemboca a Rogätz a l'Elba.
Llocs d'interés
- Des del 2011 l'estació depuradora a Haldensleben s'ha equipat d'una roda hidràulica moderna que profita el desnivell de quatre mètres per a generar un 2,2kW/h d'electricitat.[6]
- La reserva natural del Drömling

Afluents
- Schrote[4]
- Hägebach
- Beber
- Bäck
- Mühlembeck
- Wanneweh
- Bauerngraben
- Sichauer Beeke
- Friedrichs-Kanal
- Wilhelmskanal

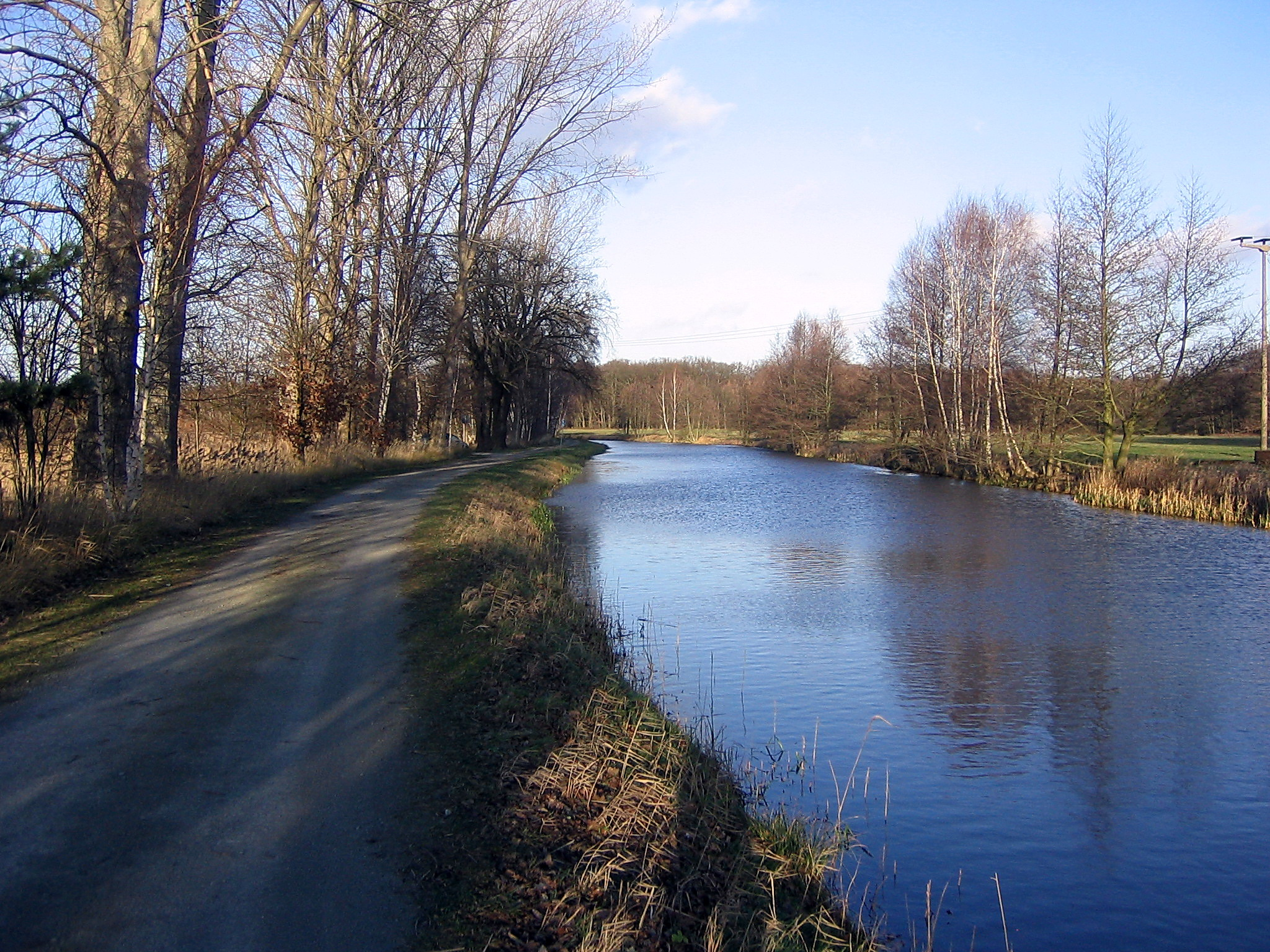
A Calvörde
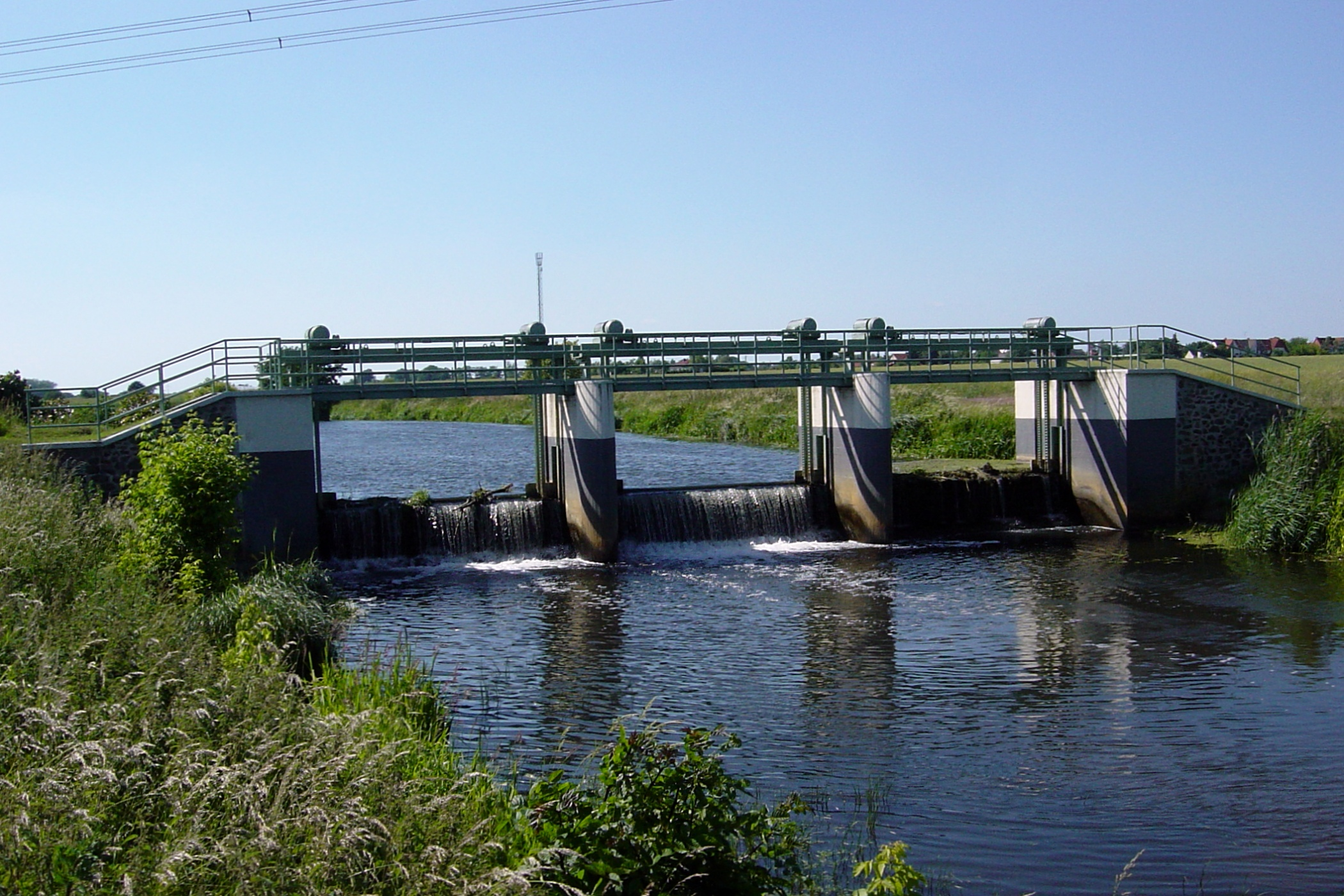
Resclosa a Jersleben
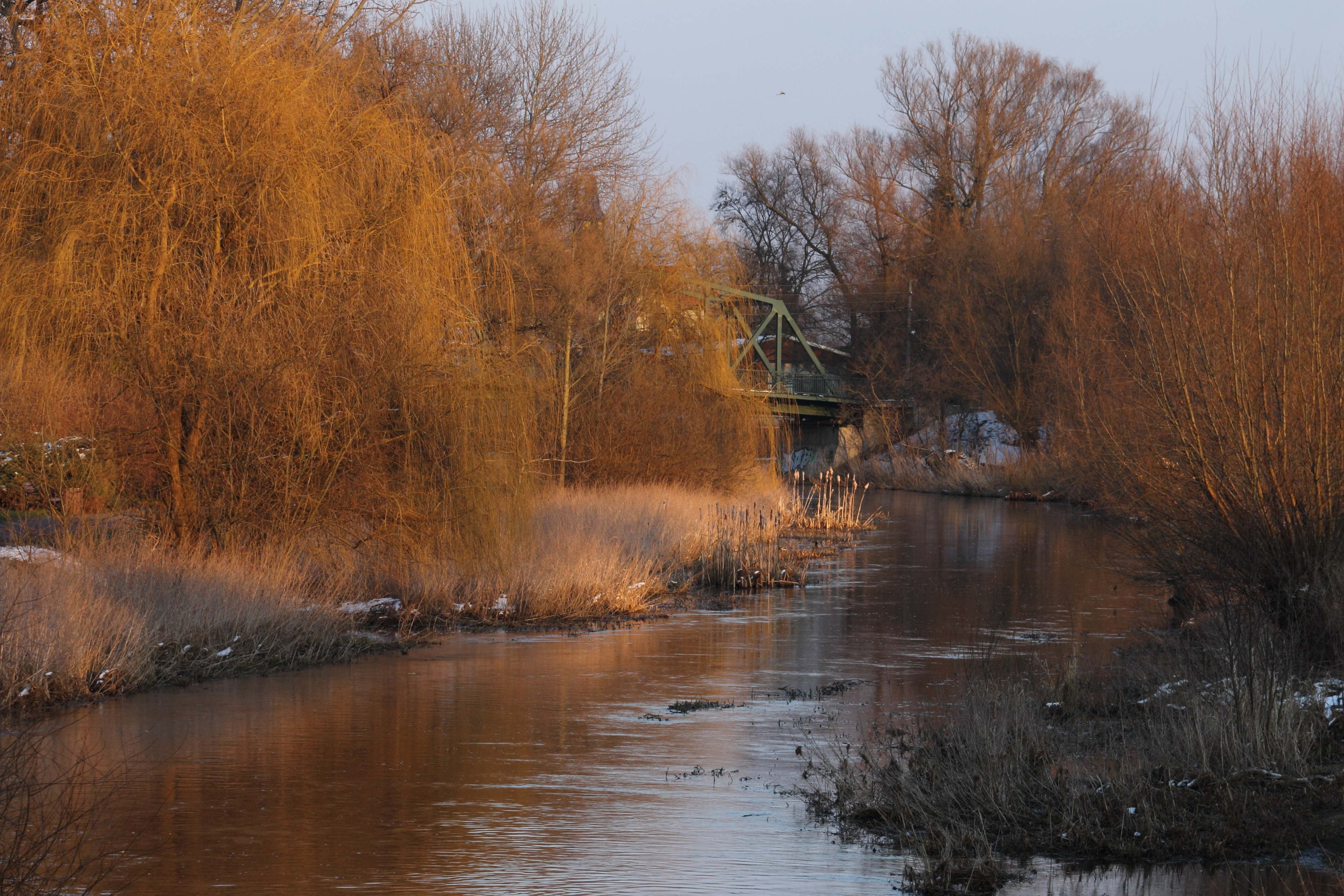
A Wolmirstedt